# Capalbio
Capalbio là một đô thị (comune) ở tỉnh Grosseto, vùng Toscana của Ý. Đô thị Capalbio có diện tích km2, dân số thời điểm 31 tháng 5 năm 2005 là người. Capalbio cóc khoảng cách 150 km về phía nam Firenze và 45 km về phía đông nam Grosseto.
Capalbio có các đơn vị dân cư sau:
Capalbio giáp với các đô thị: Manciano, Montalto di Castro, Orbetello.